# Benjamin Karl
Benjamin Martin Karl (Sankt Pölten, 16 ottobre 1985) è uno snowboarder austriaco.

## Biografia
Specialista dello slalom parallelo e dello slalom gigante parallelo, ha esordito in Coppa del Mondo di snowboard il 5 gennaio 2004 nello snowboard cross di Bad Gastein giungendo 65º. Quattro anni dopo a Sungwoo in Corea del Sud conquista la sua prima vittoria in un gigante parallelo.
Ha vinto un bronzo ai Mondiali juniores di Klínovec 2004 nel gigante parallelo; l'anno seguente, nell'edizione di Zermatt 2005, fa anche meglio vincendo l'oro.
Ai Mondiali di Gangwon 2009 conquista l'oro iridato, sempre nel gigante parallelo, mentre nel 2010 ai XXI Giochi olimpici invernali di Vancouver 2010 nella stessa disciplina, ottiene l'argento. Presente ai Mondiali di La Molina 2011 incrementa il palmarès con due ori, slalom e gigante parallelo. Ai Mondiali di Stoneham 2013 vince l'argento nello slalom gigante parallelo, mentre ai Giochi Olimpici di Soči 2014 vince il bronzo nello slalom parallelo. 
Ai Mondiali di Kreischberg 2015 ottiene il bronzo nello slalom gigante parallelo, mentre a Sierra Nevada 2017 sale due volte sul podio: argento nello slalom e nello slalom gigante parallelo. Ai Giochi Olimpici di Pyeongchang 2018 viene eliminato ai quarti di finale dal coreano Lee Sang-ho.
Torna sul podio iridato grazie alla vittoria nello slalom parallelo a Rogla 2021 e ai Giochi Olimpici di Pechino 2022 si laurea campione olimpico nello slalom gigante parallelo precedendo lo sloveno Tim Mastnak in finale.
Si è aggiudicato tre Coppe del Mondo generali, quattro Coppe del Mondo di slalom parallelo e una Coppa del Mondo di slalom gigante parallelo.

## Palmarès

### Olimpiadi
- 3 medaglie:
  - 1 oro (slalom gigante parallelo a Pechino 2022)
  - 1 argento (slalom gigante parallelo a Vancouver 2010)
  - 1 bronzo (slalom parallelo a Soči 2014)

### Mondiali
- 8 medaglie:
  - 5 ori (slalom gigante parallelo a Gangwon 2009; slalom parallelo e slalom gigante parallelo a La Molina 2011, slalom gigante parallelo a Stoneham 2013; slalom parallelo a Rogla 2021)
  - 2 argenti (slalom gigante parallelo e slalom parallelo a Sierra Nevada 2017)
  - 1 bronzo (slalom gigante parallelo a Kreischberg 2015)

### Mondiali juniores
- 2 medaglie:
  - 1 oro (slalom gigante parallelo a Zermatt 2005)
  - 1 bronzo (slalom gigante parallelo a Klínovec 2004)

### Coppa del Mondo
- Vincitore della Coppa del Mondo generale nel 2008, nel 2010 e nel 2011
- Vincitore della Coppa del Mondo di parallelo nel 2008, nel 2010, nel 2011 e nel 2024
- Vincitore della Coppa del Mondo di slalom gigante parallelo nel 2024
- 53 podi:
  - 22 vittorie
  - 18 secondi posti
  - 13 terzi posti

#### Coppa del Mondo - vittorie
| Data             | Luogo             | Paese         | Disciplina |
| ---------------- | ----------------- | ------------- | ---------- |
| 17 febbraio 2008 | Sungwoo           | Corea del Sud | PGS        |
| 8 marzo 2008     | Stoneham          | Canada        | PGS        |
| 10 ottobre 2008  | Landgraaf         | Paesi Bassi   | PSL        |
| 22 febbraio 2009 | Stoneham          | Canada        | PGS        |
| 26 febbraio 2009 | Sunday River      | Stati Uniti   | PGS        |
| 9 ottobre 2009   | Landgraaf         | Paesi Bassi   | PSL        |
| 24 gennaio 2010  | Stoneham          | Canada        | PGS        |
| 13 marzo 2010    | Val Malenco       | Italia        | PGS        |
| 10 dicembre 2010 | Limone Piemonte   | Italia        | PGS        |
| 9 gennaio 2011   | Bad Gastein       | Austria       | PSL        |
| 9 febbraio 2011  | Yongpyong         | Corea del Sud | PSL        |
| 20 febbraio 2011 | Stoneham          | Canada        | PGS        |
| 15 dicembre 2011 | Telluride         | Stati Uniti   | PGS        |
| 22 dicembre 2011 | Carezza al Lago   | Italia        | PSL        |
| 15 dicembre 2016 | Carezza al Lago   | Italia        | PGS        |
| 21 gennaio 2018  | Rogla             | Slovenia      | PGS        |
| 29 febbraio 2020 | Blue Mountain     | Canada        | PGS        |
| 17 dicembre 2020 | Carezza al Lago   | Italia        | PGS        |
| 26 gennaio 2023  | Blue Mountain     | Canada        | PGS        |
| 16 dicembre 2023 | Cortina d'Ampezzo | Italia        | PGS        |
| 13 gennaio 2024  | Scuol             | Svizzera      | PGS        |
| 25 gennaio 2024  | Rogla             | Slovenia      | PGS        |

Legenda:

PGS = Slalom gigante parallelo

PSL = Slalom parallelo